# Montageeber

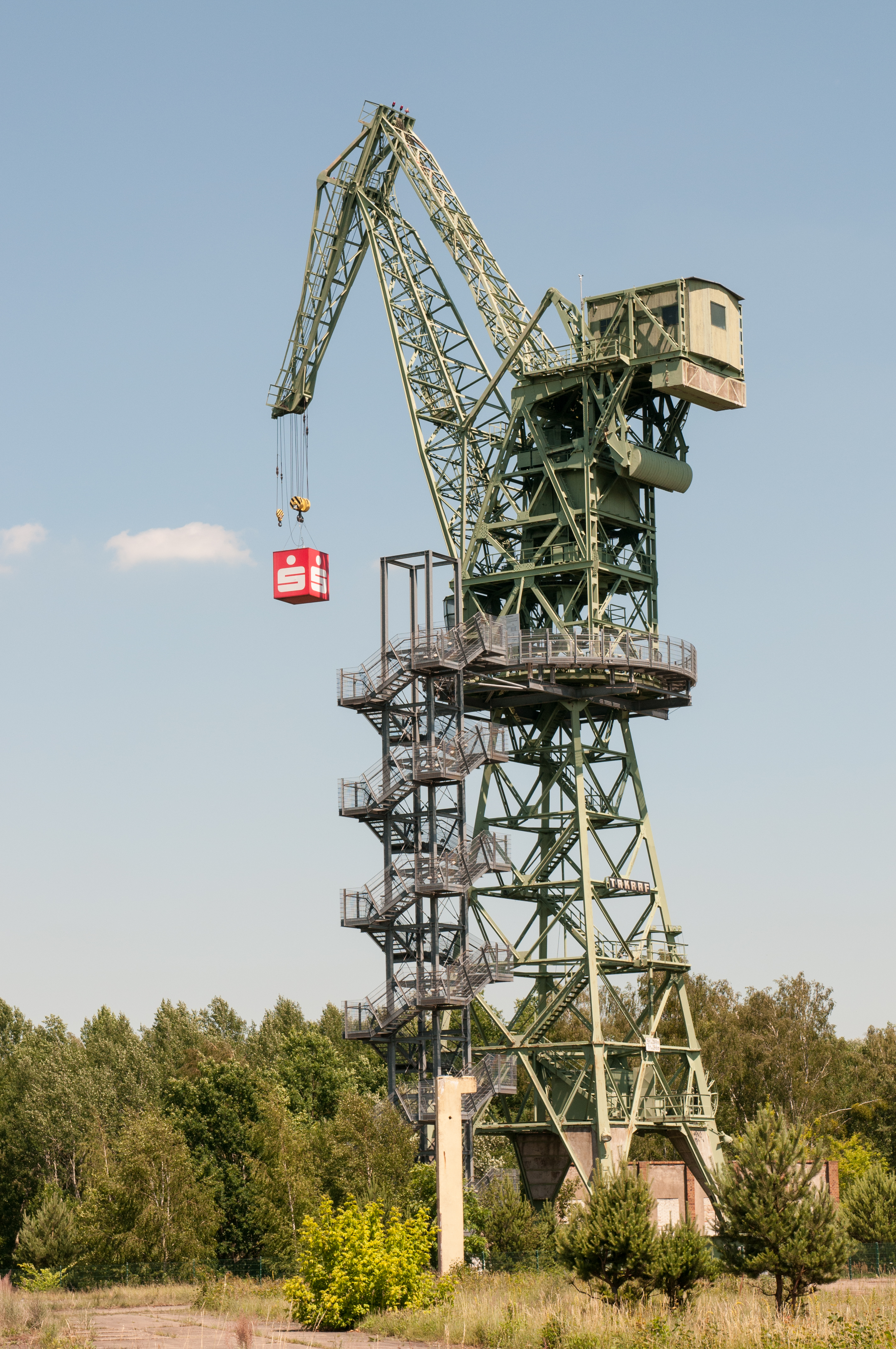
Montageeber 2016 mit Aufstieg zur Aussichtsplattform

Bewegungsmöglichkeiten

Der Montageeber oder Eberkran, kurz Eber ist ein etwa 58 Meter hoher Montagekran und ein weithin sichtbares Wahrzeichen im brandenburgischen Eberswalde. Der Kran wurde nach dem Wappentier der Stadt benannt und 1954 als Muster für eine Montagekranserie erbaut, ein zweites Exemplar steht im Hamburger Hafen. Es ist eine geschweißte Stahlprofil-Fachwerkkonstruktion in der Bauart Portalwippdrehkran, die 1932 in Eberswalde patentiert wurde. Diese Bauweise macht es möglich, bei wechselnder Entfernung des Kranarms die Hakenhöhe beizubehalten. Durch bewegliche Gegengewichte wurde die notwendige Leistung für das Wippwerk gering gehalten.
Von 1954 bis 1990 diente der Eber im Kranbau Eberswalde als Montagekran, er wurde elektrisch betrieben. Die produzierten Hafenkrane wurden im Werk zusammengesetzt und wieder demontiert. Die prinzipielle Bauweise der Krane aus Eberswalde entspricht bis heute dem des Ebers, nur dass die Fachwerkkonstruktion schon in den 1960er-Jahren durch effektivere, aber schwerere Stahlblechkonstruktionen ersetzt wurde.
Nach 1990 wurde der Montageeber nicht mehr benötigt. 2001 wurde er demontiert, an den Rand des Firmengeländes versetzt und rekonstruiert. Dort dient das Baudenkmal heute als Aussichtspunkt, von dem man bei gutem Wetter den 50 km entfernten Berliner Fernsehturm sehen kann. Die Aussichtsplattform befindet sich in etwa 30 Meter Höhe. Heute gehört der Kran zum Familiengarten Eberswalde.

## Bilder

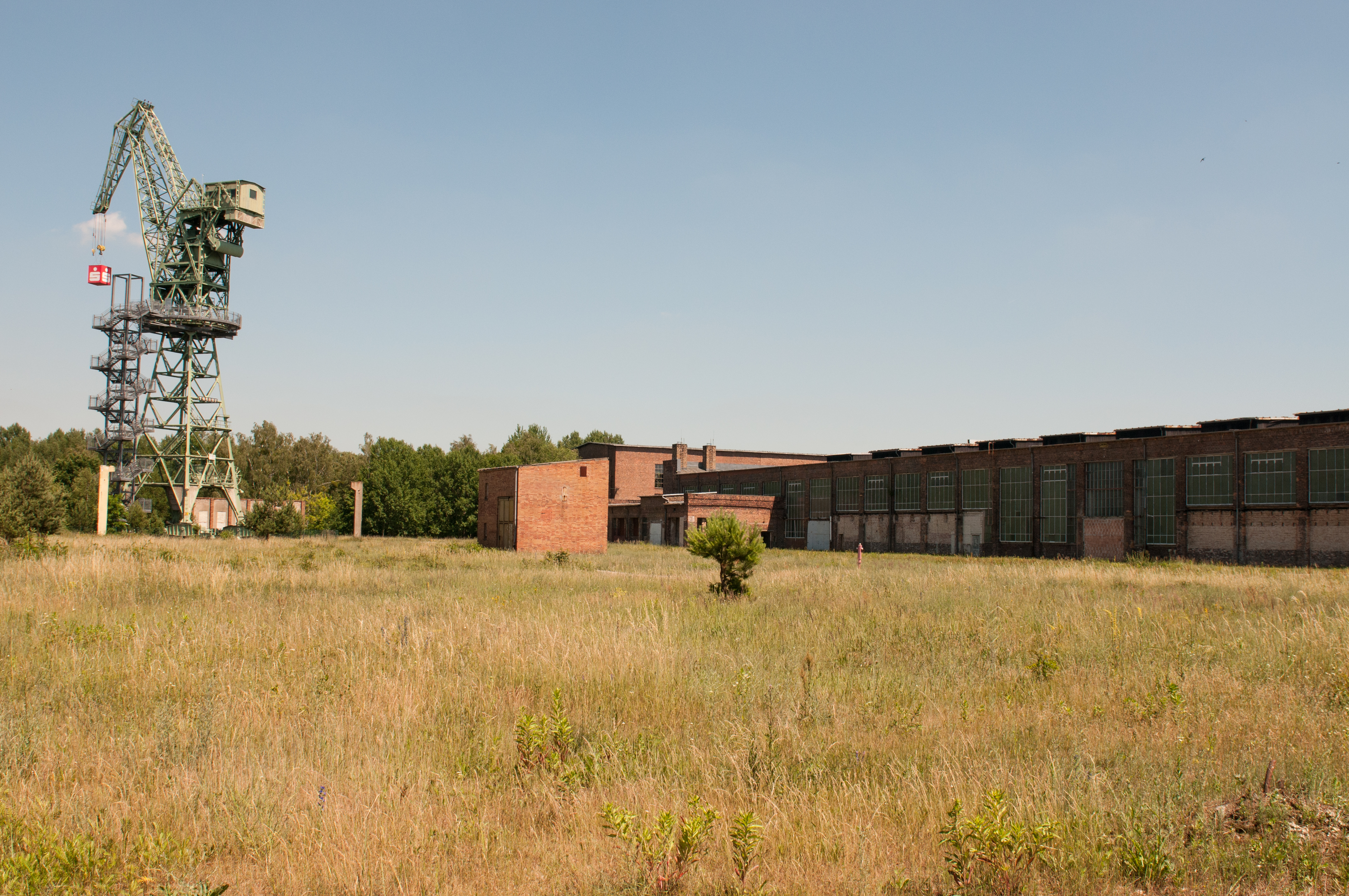
Kran am Rand des ehemaligen Firmengeländes im Kranbau, ursprünglich in der Mitte des Werkes
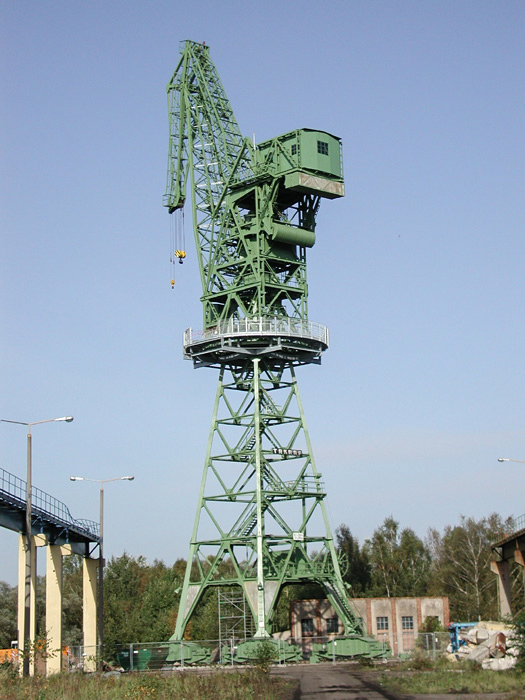
Der Eber während der Rekonstruktion 2001
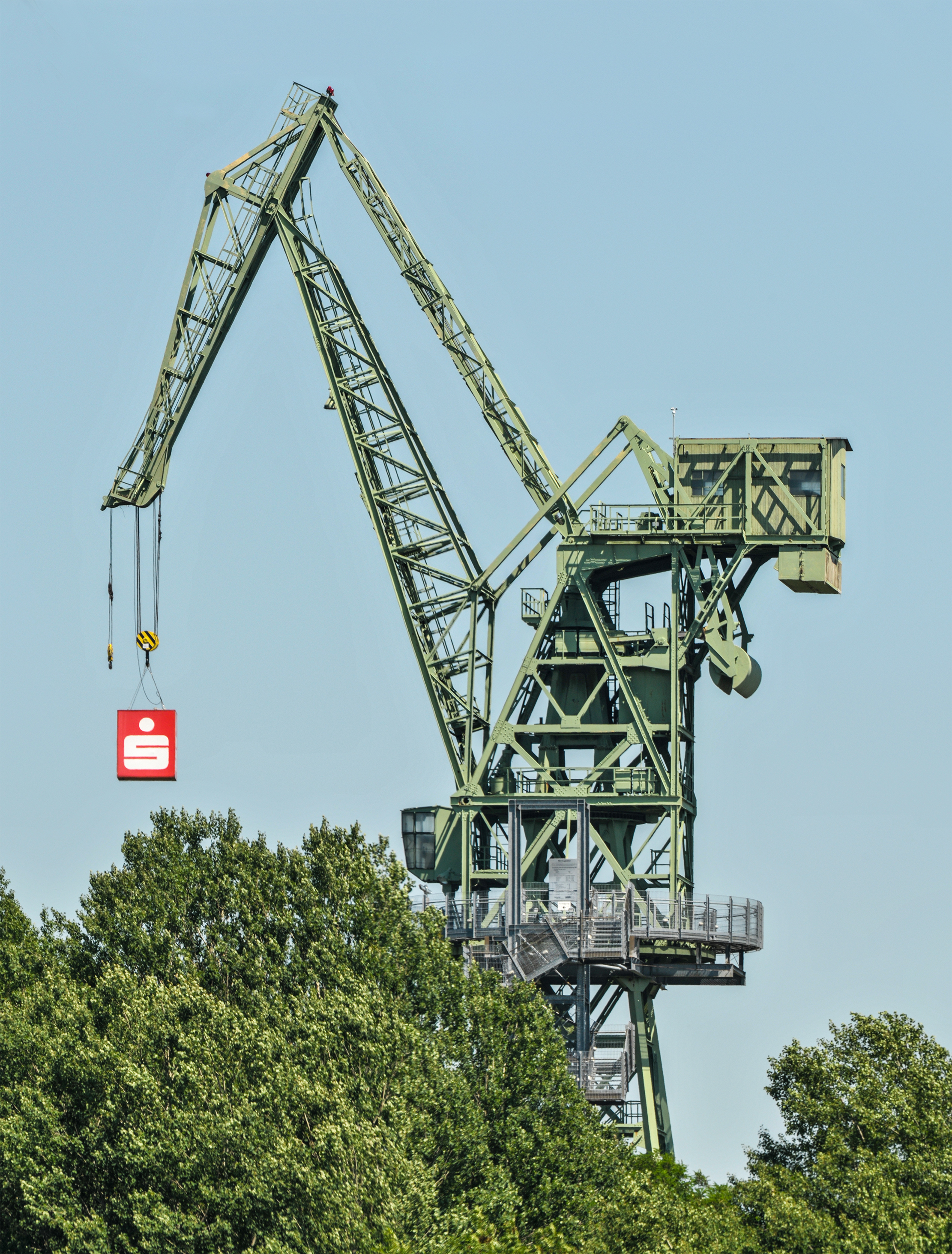
Gut erkennbare Doppellenker und Gegengewicht

## Technische Daten
Tragfähigkeit
- Haupthub: 32,0 t
- Hilfshub: 0,5 t

Arbeitsgeschwindigkeiten und Leistungen
- Haupthubwerk: 10,0 m/min 64 kW
- Hilfshubwerk: 30,0 m/min 27 kW
- Drehwerk: 64/min 20 kW
- Wippwerk: 9 min 12 kW
- Fahrwerk: 25,0 m/min 8x6 kW

Massen
- Konstruktionsmasse: ca. 326 t
- Ballast im Turm: 102 t
- Festes Gegengewicht: 28 t
- Bewegliches Gegengewicht: 44 t
- Dienstmasse: ca. 500 t
- Bauhöhe: ca. 58 m